# Kotlasy
Kotlasy (in tedesco Kottlas) è un comune ceco situato nel distretto di Žďár nad Sázavou, nella regione di Vysočina.